# Lamprospilus draudti
Lamprospilus draudti är en fjärilsart som beskrevs av Percy I. Lathy 1932. Lamprospilus draudti ingår i släktet Lamprospilus och familjen juvelvingar. Inga underarter finns listade i Catalogue of Life.